# Colibrí maragda de Mèxic
El colibrí maragda de Mèxic (Cynanthus auriceps) és una espècie d'ocell de la família dels troquílids (Trochilidae) que habita clars dels boscos, sabanes, matolls i ciutats de l'oest de Mèxic.